# San Antonio de Litín
San Antonio de Litín är en ort i Argentina.   Den ligger i provinsen Córdoba, i den centrala delen av landet, 500 km nordväst om huvudstaden Buenos Aires. San Antonio de Litín ligger 130 meter över havet och antalet invånare är 1 240.
Terrängen runt San Antonio de Litín är mycket platt. Runt San Antonio de Litín är det glesbefolkat, med 9 invånare per kvadratkilometer.. San Antonio de Litín är det största samhället i trakten.
Trakten runt San Antonio de Litín består till största delen av jordbruksmark.